# Bocula inconclusa
Bocula inconclusa är en fjärilsart som beskrevs av Walker 1862. Bocula inconclusa ingår i släktet Bocula och familjen nattflyn. Inga underarter finns listade i Catalogue of Life.